# Milíčovský les a rybníky
Milíčovský les a rybníky je přírodní památka o rozloze 81,97 ha, která zahrnuje lesní komplex s přilehlými Milíčovskými rybníky mezi pražským sídlištěm Jižní Město (u usedlosti Milíčov) a dálnicí D1 poblíž místní části Kateřinky městské části Praha-Újezd, v přírodním parku Botič–Milíčov. Spravuje ji odbor ochrany prostředí Magistrátu hl. m. Prahy. Je součástí evropsky významné lokality Natura 2000 – Milíčovský les. Přírodní památkou byla vyhlášena roce 1988 jako ochrana významných lesních a mokřadních společenstev rostlin a živočichů.
Půdní pokryv je zde tvořen jílovitou kambizemí, pseudoglejí a glejí na podkladu břidlic svrchního protozoika.
Z celkové rozlohy 81,97 ha tvoří 75,4 ha lesní porosty a 6,57 ha porosty nelesní. Vlastníkem lesa je Hlavní město Praha, správcem lesa je Odbor ochrany prostředí Magistrátu hl. m. Prahy a údržbu provádějí Lesy hl. m. Prahy. Ze stromových porostů jsou nejvíce zastoupeny dub zimní a habr obecný – jedná se tedy o les listnatý s menšími lokalitami smrku. V současné době probíhá v lese probírka těchto smrkových lokalit a jejich nahrazování původními listnatými dřevinami – dub, jedle, lípa, buk. Většinová část lesa je však velmi stará, drtivou většinu rozlohy lesa zaujímají stromy jejichž stáří se pohybuje mezi 100 a 120 lety. Tento jev je dán malou obnovou lesa v posledních zhruba 40 letech.
Lesní porosty jsou domovem mnoha druhů ptáků. V podrostu pak můžeme nalézt brouky jako je tesařík obrovský, díky němuž je území zařazeno mezi významné evropské lokality v rámci Natura 2000 či chráněného krajníka obecného. V nejvlhčích částech lesa se nachází bohaté bylinné patro. Důležitou součástí přírodní památky jsou také mokřadní porosty v litorálu rybníků s výskytem řady mokřadních druhů střevlíků, motýlů, vážek, motýlic a šídel a samotný systém pěti Milíčovských rybníků ležících na Milíčovském potoce. Ty byly vybudovány na bývalých mokřadech a prameništích. Nazývají se Milíčovský rybník, Kančík, Homolka, Vrah a Šáteček. Poslední dva zmiňované již neleží na území přírodní památky. Tyto rybníky jsou útočištěm řady obojživelníků, ptáků a jsou lemovány rákosovými a ostřicovými porosty, které postupně přechází v olšiny. Z nelesní vegetace je dále významná především velká podmáčená ostřicová louka v severní části území.

## Historie

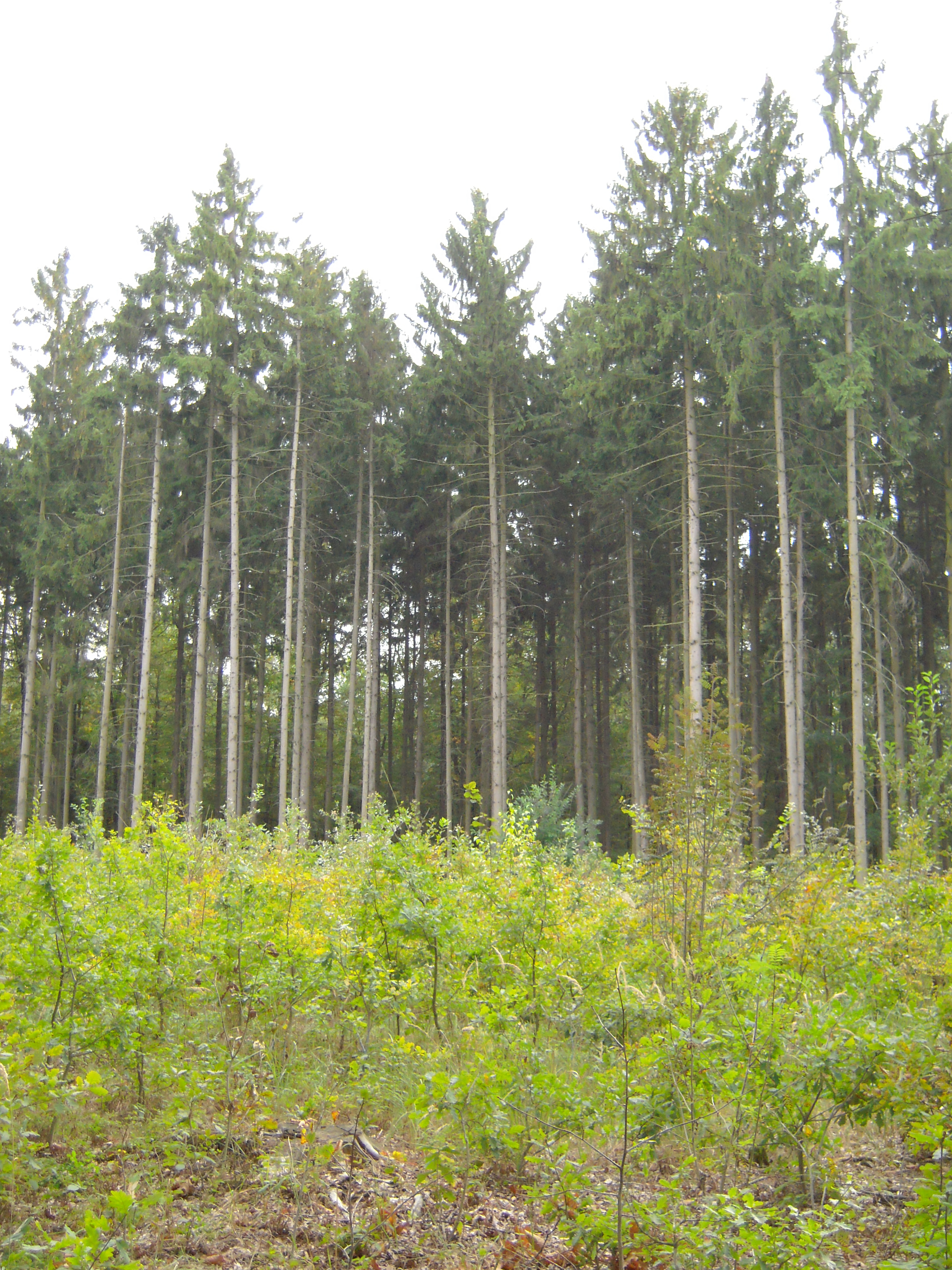
Probírka smrkové části lesa

Milíčovský les byl založen v 18. století jako obora s bažantnicí. V 19. století byl známým loveckým revírem o jehož slávu se postaral Arnošt Emanuel Silva-Tarouca, mimo jiné zakladatel průhonického parku. Kromě nedalekého statku Milíčov zde existovala i hájovna Český Milíčov. Tehdy zde byly vysázeny stanovištně nevhodné dřeviny jako smrk ztepilý (Picea abies), douglaska tisolistá (Pseudotsuga menziesii var. Menziesii), dub červený (Quercus rubra), topol kanadský (Populus x canadensis), modřín opadavý (Larix decidua), trnovník akát (Robinia pseudoacacia).
Původní rybníky, které se nacházely severozápadně směrem od Milíčovského rybníka, byly v minulosti zazemněny a na jejich tehdejším místě se dnes nachází především vlhké louky, rákosiny ale také řada vrbin. Výstavba z 80. let 20. století vedla k významnému odvodnění. V dnešní zástavbě Nové Kateřinky se dříve nacházel potok po němž dnes zbyla v lese jen vlhká strouha. Les tehdy býval mnohem vlhčí než dnes. S tím souvisí zánik a ohrožení mnoha druhů převážně rostlin.
Před výstavbou Jižního města pokrývaly přírodní památku velké porosty se sasankou hajní (Anemone nemorosa), jaterníkem podléškou (Hepatica nobilis), ptačincem velkokvětým (Stellaria holostea).Velké množství ohrožených druhů jako je vrba plazivá (Salix repens), hvozdík pyšný (Dianthus superbus), zvonek hadincový (Campanula cervicaria), česnek hranatý (Allium angulosum), hadilka obecná (Ophioglossum vulgatum), plamének přímý (Clematis recta), prstnatec májový (Dactylorhiza majalis) nebo dřín jarní (Cornus mas) již nebyla delší dobu nalezena. Tyto rostliny zde dnes již nenajdeme díky velkému sešlapu turisty a dále pak díky vysoušení v důsledku výstavby právě Jižního města.

## Předmět ochrany
Předmětem ochrany přírodní památky Milíčovský les a rybníky jsou soubory přirozených doubrav, olšin, vlhkých luk a rybníků, dále pak společenstva rostlin a biotop chráněných živočichů. Jedná se o významné útočiště obojživelníků a hnízdiště ptactva. Předmětem ochrany navržené evropsky významné lokality Milíčovský les je tesařík obrovský (Cerambyx cerdo), který se v České republice vyskytuje velmi ojediněle. Jejich populace jsou velmi malé z důvodu velkého množství přirozených nepřátel. Tato lokalita tvoří část přírodní památky Milíčovský les a rybníky a nachází při jejím severovýchodním okraji.

## Přírodní podmínky

### Geologie
Jedná se o mírně zvlněné území s nadmořskou výškou 265–295 metrů nacházející se v Pražské plošině a je na kontaktu s Průhonickou a Uhříněvskou plošinou. Podloží tvoří převážně břidlice svrchního proterozoika štěchovicko-zbraslavské skupiny, které jsou překryty jílovitou kambizemí, místy pseudogleji a gleji. Milíčovský les je tvořen zejména živnými stanovišti nižších poloh, které vyhovují především dubu, habru obecnému a lípě.

### Hydrologie
Součástí přírodní památky Milíčovský les a rybníky jsou tři ze soustavy rybníků ležících na Milíčovském potoce. V pořadí po jeho toku to jsou:
- Milíčovský (Nový) rybník (největší rybník soustavy, k. ú. Újezd u Průhonic)
- Kančík (nejmenší, k. ú. Újezd u Průhonic)
- Homolka (Chaťák, k. ú. Újezd u Průhonic)

Další dva rybníky soustavy již leží mimo vymezení přírodní památky, která končí na západním břehu rybníka Vrah:
- Vrah (druhý největší, s ostrovem, k. ú. Újezd u Průhonic)
- Šáteček či Šátek (k. ú. Petrovice – vznikl až ve druhé polovině 20. století jako retenční nádrž)

### Flora

#### Společenstva
Společenstva vzplývavých vodních rostlin svazu Lemnion minoris a PotamionTrhutka plovoucí (Riccia fluitans) – vzácně, rdest maličký (Potamogeton pusillus), rdest kadeřavý(P. crispus), rdest hřebenitý (P. pectinatus), rdest vláskovitý (P. trichoides) – silně ohrožený, lakušník okrouhlý (Batrachium circinatum), růžkatec ponořený (Ceratophyllum demersum), rdest světlý (Potamogeton lucens) – vzácně
Společenstva vysokých bylin litorálů rybníků svazu rákosin Phragmition communisOrobinec úzkolistý (Typha angustifolia), rákos obecný (Phragmites australis), chrastice rákosovitá (Phalaris arundinacea), sítina rozkladitá (Juncus effusus), zblochan vodní (Glyceria maxima), skřípinec jezerní (Schoenoplectus lacustris)
Společenstva eutrofních porostů na bahnitém substrátu svazu Oenanthion aquaticaeHalucha vodní (Oenanthe aquatica), dvouzubec černoplodý (Bidens frondosa) a azola zpeřená (Azolla filiculoides), ostřice nedošáchor (Carex pseudocyperus)-ohrožená, tajnička rýžovitá (Leersia oryzoides)
Společenstva vysokých ostřic svazu Caricion gracilisOstřice štíhlá (Carex acuta) – spíše mezernaté, ostřice ostrá (C. acutiformis), ostřice měchýřkatá (C. vesicaria), ostřice liščí (C. vulpina), ostřice pobřežní (C. riparia), ostřice dvouřadá (C. disticha), ostřice obecná (C. nigra), ostřice Otrubova (C. otrubae), ostřice trsnatá (Carex cespitosa) – vzácná
Vlhké louky svazu CalthionStarček vodní (Senecio aquaticus)
Olšiny svazu Alnion glutinosaeKozlík dvoudomý (Valeriana dioica) – ohrožený,ostřice vyvýšená (Carex elata) – ohrožená
Dubohabřiny svazu Carpinion betuliJilm drsný (Ulmus glabra), jilm vaz (U. laevis), třešeň obecná (Prunus avium), lípa srdčitá (Tilia cordata), křivatec luční (Gagea pratensis s.l.), orsej jarní (Ficaria verna), sasanka hajní (Anemone nemorosa), dub letní (Quercus robur), dub zimní(Q. petraea), bříza bělokorá (Betula pendula), netýkavka malokvětá(Impatiens parviflora), habr obecný (Carpinus betulus), psineček psí (Agrostis canina)
Acidofilní doubravy svazu Genisto germanicae-QuercionKostřava ovčí (Festuca ovina), černýš luční (Melampyrum pretense), metlička křivolaká (Avenella flexuosa), ostřice kulkonosná (Carex pilulifera), violka psí (Viola canina)

#### Další rostliny

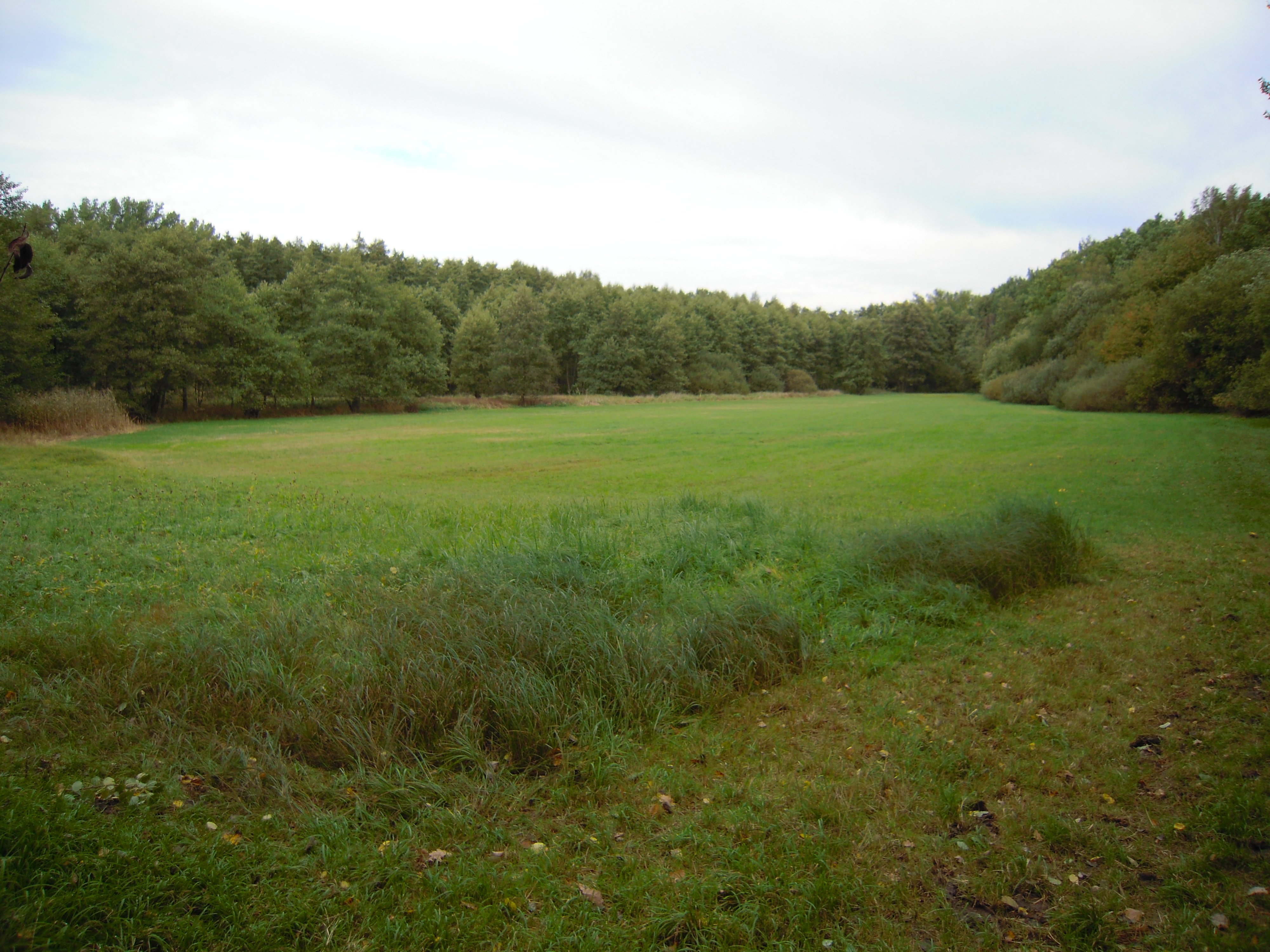
Vlhká louka s rákosovými porosty

Z bezcévných rostlin se zde nachází například ohrožená měchýřočepka široústá (Physcomitrium eurystomum Sendtn.), pozornost vyžadující rokýtek nízký (Amblystegium humile), či relativně běžný dvouhrotec chlumní (Dicranum montanum) a trhutka plovoucí (Riccia fluitans L.),
Z hlediska cévnatých rostlin jsou důležité zejména vlhké louky, kde se nachází velké množství druhů. Jedná se zejména o ohrožený vstavač májový (Dactylorhiza majalis subsp. Majalis), který můžeme nalézt na SZ okraji rybníka Vrah, ohrožený kozlík dvoudomý (Valeriana dioica), dále pak zde můžeme nalézt nejrozšířenější rostoucí druh orchideje v České republice, bradáček vejčitý (Listera ovata), či bylinu z čeledi kosatcovitých kosatec žlutý (Iris pseudacorus L., ), a dále pak pro podmáčené louky typický blatouch bahenní (Caltha palustris). Z trav se zde vyskytuje například bika bělavá (Luzula luzuloides) a metlička křivolaká (Avenella flexuosa), lidově přezdívaná hříšná tráva. Z pryskyřníkovitých rostlin jsou zde zastoupeny pryskyřník plazivý (Ranunculus repens), pryskyřník prudký (Ranunculus acris), orsej jarní (Ficaria verna, syn. Ranunculus ficaria). Mimoto se zde nachází celá řada dalších pro louky běžných druhů rostlin jako je vrbina obecná (Lysimachia vulgaris), plicník lékařský (Pulmonaria officinalis), kruštík širolistý (Epipactis helleborine), kohoutek luční (Lychnis flos-cuculi), rod zvonek (Campanula),rod pcháč(Cirsium),rod ocún (Colchicum L.) a svízel plazivý (Galium aparine). Děhel lesní (Angelica sylvestris) může být pozorován jak na okrajích lesů , tak i na loukách. Na okrajích lesa či podél cest se pak můžeme často setkat s bezem černým (Sambucus nigra) a brslenem evropským (Euonymus europaeus)

#### Lesní dřeviny
Nejvíce zastoupenou dřevinou je dub zimní (Quercus petraea) a dub letní (Quercus robur), jedná se přibližně o 66 %. Výrazně menší zastoupení má lípa srdčitá (Tilia cordata) – 11 %, dále pak bříza bělokorá (Betula pendula) - 9 %, smrk ztepilý (Picea abies) - 6 %, olše lepkavá (Alnus glutinosa) – 4 %, habr obecný (Carpinus betulus) – 1 %.
Velkou zajímavostí je ojedinělý výskyt třešně ptačí (Prunus avium) V lese dále můžeme objevit malé porosty douglasky tisolisté Douglasky tisolisté (Pseudotsuga menziesii var. menziesii), dubu červeného (Quercus rubra), topolu kanadského (Populus x canadensis), modřínu opadavého (Larix decidua) a trnovníku akátu (Robinia pseudoacacia).

### Mykoflora
Holubinka olšinná (Russula alnetorum, R. pumila), špička rohonohá (Marasmius ceratopus = cohaerens), zvonovka bledá (Nolanea nitens), pavučinec hezoučký (Cortinarius pulchellus), kržatka namasovělá (Flammulaster subincarnatus), helmovka obdivuhodná (Mycena mirata), helmovka Maireova (Hemimicena mairei) a křehutka orobincová (Psathyrella typhae)

### Fauna

#### Motýli
Motýli zde žijící jsou vázáni zejména na okolí rybníků a mokřady. Jedná se o ve vrbinách žijící píďaličku zejkovanou (Anticollix sparsata), pouzdrovníčka (Coleophora zelleriella), vrbkovníčka (Mompha lacteella), vrbkovníčka (Mompha propinquella ), dále je to pak šedokřídlec vrbový (Pterapherapteryx sexalba), který je relativně hojný a je indikátorem 2. stupně a vztyčnořitka vrbová (Clostera anastomosis), která je rovněž indikátorem 2. stupně. Na rákosu můžeme nalézt například motýla s názvem plavokřídlec pobřežní (Leucania obsoleta), který se v Praze vyskytuje ojediněle. Na ostřicích se vyskytuje indikátor 2. stupně žlutavka bahenní (Macrochilo cribrumalis), na topolech pak například jarnice topolová (Orthosia pomleti).
Vyskytuje se zde také na sítinách žijící klínovníček stínový (Glyphipterix thrasonella), dále pak v okolí mokřadů žijící lišejníkovec mokřadní (Thumatha senex), jež je indikátorem 2. stupně a v Praze žije pouze na dvou lokalitách či pouze na této lokalitě žijící osenice žlutohnědá (Diarsia florida), která je také indikátorem 2. stupně. Nachází se zde také odvodňováním ohrožená píďalka bahenní (Epirrhoe pupillata), opět indikátor 2. stupně. Mezi lesní druhy patří například skvrnuška lesní (Ethmia quadrillella) – indikátor 2. stupně, obaleč (Epinotia bilunana) vyhledávající světlé lesy, indikátor 2. stupně a naopak stinné lesy vyhledávající zejkovec šeříkový (Apeira syringaria), indikátor 2.stupně. Vysoko v korunách dubů můžeme nalézt stužkonosku úzkoprsou (Catocala). Dále zde můžeme pozorovat také zástupce čeledi krásenkovití (Oecophoridae), makadlovku (Monochroa lutulentella) a vílenku okřehkovou (Cataclysta lemmata).

#### Brouci
Nejzajímavějším a nejvzácnějším zde žijícím broukem je tesařík obrovský (Cerambyx cerdo), který je předmětem ochrany navržené evropsky významné lokality Milíčovský les. Jeho výskyt je potvrzen pouze v jednom osluněném dubu na hrázi rybníka Homolka. Díky své poměrně velké velikosti je tesařík obrovský ohrožen ptactvem, larvy jsou napadány mravenci a parazity.Vzácný je také státem chráněný krajník hnědý (Calosoma inquisitor) a ohrožený roháč obecný (Lucanus cervus). Dalšími zde nacházejícími brouky jsou například Drabčík (Atheta arctica), střevlík (Bembidion [Trepanes] gilvipes), střevlíček (Europhilus [Agonum piceum] piceus), střevlík (Stenolophus skrimshiranus), rákosníček (Donacia cinerea), Drabčík (Atheta arctica), řada zástupců nosatcovitých – (Melanapion minimum, Dorytomus dejeani, Barypeithes pellucidus).

#### Obojživelníci
PP Milíčovský les a rybníky je z hlediska diverzity obojživelníků nejbohatší oblastí z Prahy. Nachází se zde 14-15 druhů obojživelníků. Můžeme zde nalézt silně ohrožené druhy jako čolek obecný (Lissotriton vulgaris), čolek velký (Triturus cristatus), kuňka obecná ropucha zelená (Bufoviridis), dále pak ohrožené druhy ropucha obecná (Bufo bufo) či skokan ostronosý (Rana arvalis).Dále se zde nachází například skokan skřehotavý (Pelophylax ridibundus), skokan štíhlý (Rana dalmatina), skokan zelený (Pelophylax kl.esculentus) a rosnička zelená (Hyla arborea).

#### Plazi
V PP Milíčovský les a rybníky se nachází poměrně malé množství plazů. Jedná se například o silně ohroženého slepýše křehkého (Anguis fragilit) a silně ohroženou ještěrku obecnou (Lacerta agilis). Byla zde zaznamenána také ohrožená užovka obojková (Natrix natrix).

#### Ptáci
V PP Milíčovský les a rybníky se nachází velké množství ptactva. Z ptactva vázaného na rybniční biotopy je důležitá např. silně ohrožená Volavka bílá (Egretta alba), rákosník velký (Acrocephalus arundinaceus), který si staví hnízda v porostech s trvalou vodou, ledňáček říční ( Alcedo atthis), který hnízdí v norách ve stěnách kolem vodních ploch a chřástal vodní (Rallus aquaticus) hnízdící v porostech ostřic. Dále se zde nachází druhy ohrožené jako potápka malá (Tachybaptus ruficollis) a potápka roháč (Podiceps cristatus), které si staví hnízdo z vodních rostlin či kopřivka obecná (Anas stopera).
Kromě těchto ohrožených a silně ohrožených druhů zde můžeme zpozorovat také méně vzácné druhy jako je polák velký (Aythya ferina), polák chocholačka (Aythya fuligula), labuť velká (Cygnus olor), slípka zelenonohá (Gallinula chloropus), která hnízdí v mokřadních porostech, kulík říční (Charadrius dubius) hnízdící na dnech vypuštěných rybníků a lyska černá (Fulica atra), což je jeden z nejpočetnějších vodních ptáků v České republice. Z lesního ptactva je třeba se zmínit o silně ohroženém krahujci obecném (Accipiter nisus), který hnízdí zejména na smrku, ale zvykne si hnízdit i na stromech listnatých. Další silně ohrožený druh je sýček obecný(Athene noctua) hnízdící v dutinách stromů kolem vodních ploch, případně v instalovaných budkách a silně ohrožená je rovněž, žluva hajní (Oriolus obolus). Mezi ohrožené druhy patří jestřáb lesní (Accipiter gentilis) hnízdící především na vysokých jehličnanech, strakapoud velký (Dendrocopos major) sídlící ve starých stromech, slavík obecný (Luscinia megarhynchos) nalézající se především na okrajích lesa, lejsek šedý (Muscicapa striga), moudivláček lužní (Remiz pendulinus) – hnízdící většinou na rozhraní louky a lesa na větvích bříz, topolů či vrb a hýl rudý (Pyrrhula Pyrrhus) vyhledávající smrkové porosty.
Mezi druhy relativně běžné patří dlask tlustozobý (Coccothraustes coccothraustes) – PP patří k místům s jeho nejvyšší denzitou v Praze, lejsek černohlavý (Ficedula hypoleuca) a lejsek bělokrký (Ficedula albicollis) hnízdící v dutinách listnatých stromů, popřípadě i v instalovaných budkách, budníček menší (Phylloscopus collybita), budníček větší (Phylloscopus trochilus), dále pak pěnice pokřovní (Sylvia curruca) vyskytující se zejména na okraji lesa, pěnice slavíková (Sylvia borin) hnízdící v keřích ne výše než jeden metr, rehek zahradní (Phoenicurus phoenicurus) hnízdící v dutinách starých stromů, popřípadě v instalovaných budkách, střízlík obecný (Troglodytes troglodytes), linduška lesní (Anthus trivialit) vyhledávající okraje lesů, strakapoud velký (Dendrocopos major), datel černý (Dryocopus martius) živící se hmyzem z pařezů a kmenů, žluna šedá (Picus canus) a žluna zelená (Picus viridis), které hnízdí v dutinách stromů. Najdeme zde také puštíka obecného (Strix aluco), kukačku obecnou (Cuculus canorus) a na vysokých stromech hnízdící hrdličku zahradní (Streptopelia decaocto), holuba hřivnáče (Columba palumbus) a káně lesní (Buteo buteo). Neopomenutelná je poštolka obecná (Falco tinnunculus), která si nestaví hnízda sama, ale využívá hnízda jiných ptáků, popřípadě různé dutiny a výklenky.
Z nelesního ptactva je nutno se zmínit o ohrožené koroptvi polní (Perdix perdix) na jejíž populaci se negativně projevuje zejména intenzivní kosení luk a volné pobíhání psů. Můžeme zde potkat také ohroženého chocholouše obecného (Galerida cristata) nacházejícího se v blízkosti písčitých cest, dále pak čejku chocholatou (Vanellus vanellus) hnízdící na vlhkých loukách, hrdličku divokou (Streptopelia turtur) sídlící v křovinách kolem rybníků, pěvušku modrou (Prunella modularit), cvrčilku zelenou (Locustella naevia), která se vyskytuje na vlhkých nekosených loukách a čejku chocholatou (Vanellus vanellus), která hnízdí rovněž na vlhkých loukách.

#### Savci
Kromě tradičně v lese žijících, poměrně hojně se vyskytujících živočichů jako Ježek západní (Erinaceus europaeus), norník rudý (Clethrionomys glareolus), myšice křovinná (Apodemus sylvaticus), veverka obecná (Sciurus vulgaris), kuna lesní (Martes martes), prase divoké (Sus scrofa), srnec obecný (Capreolus capreolus), bažant obecný (Phasianus colchicus), zajíc polní (Lepus europaeus), rejsek obecný (Sorex araneus). Byl zde byl zaznamenán také výskyt několika druhů netopýrů. Patří mezi ně například netopýr velký (Myotis mylis), netopýr vodní (Myotis daubentonii), netopýr stromový (Nyctalus leisleri), netopýr rezavý (Nyctalus notula), netopýr parkový (Pipistrellus nathusii). Netopýři žijí v dutinách starých, odumřelých stromů a dle Plánu péče o přírodní památku je proto vhodné tyto stromy nekácet. To je možné samozřejmě jen tehdy, neohrožují-li svým pádem život a zdraví návštěvníků Milíčovského lesa.

## Turismus

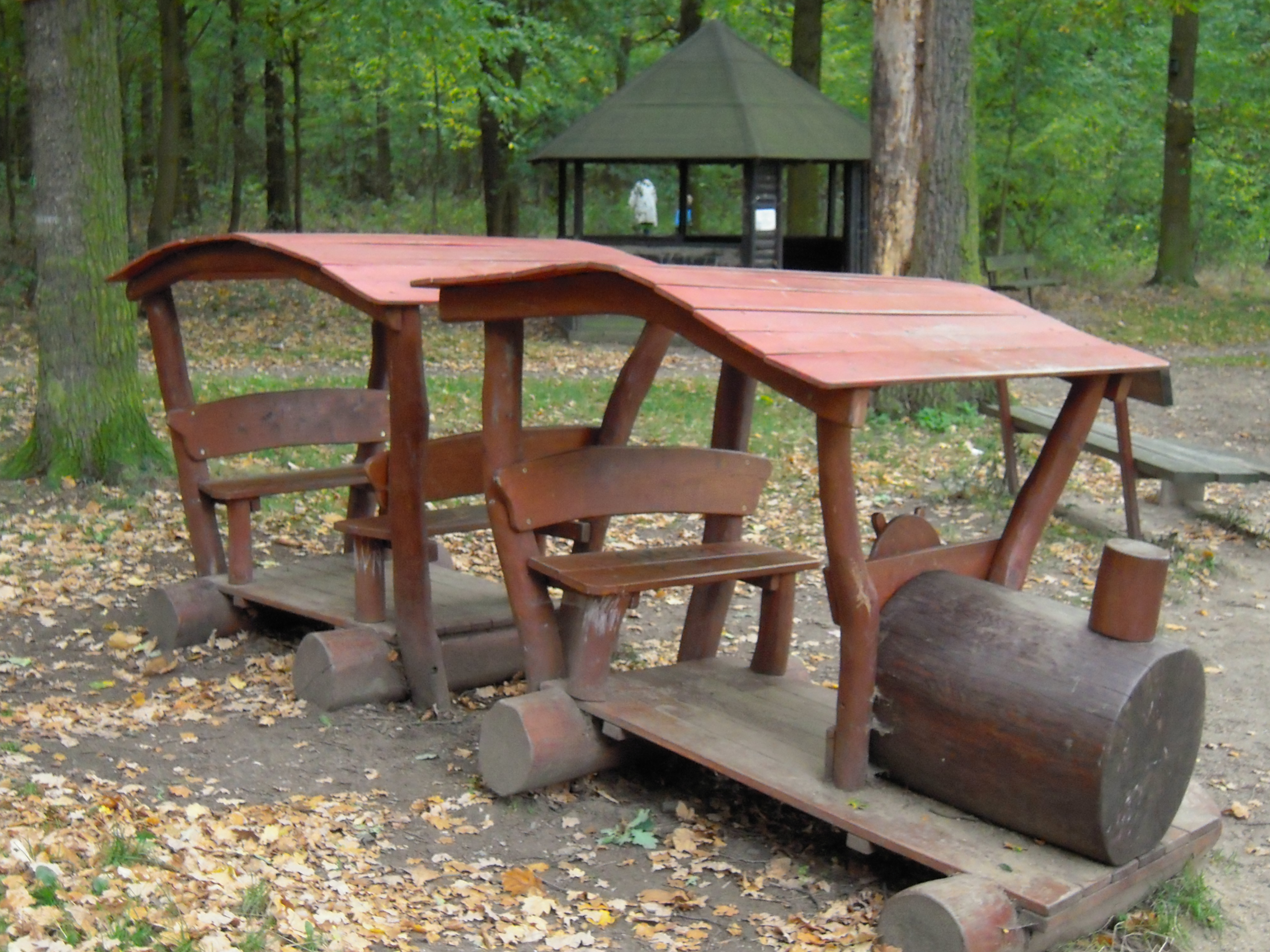
Dětské hřiště s altánem v blízkosti Milíčovského rybníka

Přírodní památka Milíčovský les a rybníky je významnou rekreační oblastí především pro obyvatele Jižního města. K jejich odpočinku zde slouží lavičky, dětská hřiště a altány. K vzdělávání pak slouží informační tabule, které jsou součástí naučné stezky. Ta byla dokončena 31. října 2011 a tvoří ji 4,8 km dlouhý okruh. Stezku realizovala společnost 01/14 ZO ČSOP „Natura, quo Vadis?“, základní organizace Českého svazu ochránců přírody. Na trase se nachází devět tematických panelů. Jedná se o: Pár slov o minulosti území, Lidská činnost a její působení na přírodní památku, Tůně, mokřiny a rákosiny, Pastva, Brouci ve stromech, Rybníky, Třešňovka, Rostliny v lesích a na loukách a panel Les.
Tato lokalita je hojně využívána na procházky se psy. Volně pobíhající a koupající se psi narušují a ničí snůšky obojživelníků, na jejich těle se také mohou šířit invazní druhy a jejich exkrementy jsou zdrojem zvýšené eutrofizace. Z důvodů těchto okolností by bylo vhodné podle plánu péče o přírodní památku Milíčovský les a rybníky toto volné pobíhání omezit. Dalším problémem jsou cyklisté využívající lesní stezky, na nichž se často vyskytují ohrožené druhy brouků jako například státem chráněný krajník hnědý. Neméně významným problémem je sešlap mnohých rostlin zapříčiněný velkou návštěvností této přírodní památky, zejména obyvateli Jižního města. V severovýchodní části přírodní památky se nachází cvičiště pro psy. Nadměrný štěkot ozývající se z tohoto cvičiště může být významným rušícím činitelem zejména pro vodní ptactvo.

## Ochrana
Dokument, který hodnotí situaci a doporučuje jednotlivá opatření ohledně ochrany tohoto území se nazývá Plán péče o přírodní památku Milíčovský les a rybníky na období 2010–2019.
Doporučuje, aby nedocházelo k vytváření žádných dalších rekreačních zastávek, jako jsou lavičky, altánky či dětská hřiště a tím se předcházelo dalšímu zvýšení návštěvníků v Milíčovském lese. Dále by bylo vhodné, dle tohoto dokumentu, vysázet v bezprostřední blízkosti rybníků křoviny. Ty se mohou rozrůstat a stávat se hnízdištěm ptactva, především však zamezí přístupu volně pobíhajících psů k rybníkům a jejich koupání v nich. Celkově by bylo vhodné omezit volné pobíhání psů, současné cedulky s tímto upozorněním jsou nedostatečně velké a nevýrazné. Co se týká hospodaření s rybníky, plán péče doporučuje omezit chov ryb. Současně je stav naddimenzovaný, zejména v Milíčovském rybníce, kde velké množství kaprů potravně konkuruje silně ohroženému čolku obecnému a požírá jeho larvy. Dále se pak díky této naddimenzovanosti nadále zvyšuje eutrofizace rybníka. Bylo by vhodné úplně upustit od jarního vypouštění rybníků. Díky dřívějším vypouštění rybníků po celé jaro docházelo k zdecimování celých populací obojživelníků, což naštěstí nemělo dlouhodobější efekt. Během období, pro něž je dokument koncipován by mělo dojít k šetrnému odbahnění Milíčovského rybníka a vybudování ptačího ostrůvku. Tyto práce je nutno provádět mimo reprodukční období, tedy mimo dobu od 1. března do 20. srpna a bahno nesmí být v žádném případě nahrnuto do oblasti litorálu, nýbrž odvezeno mimo oblast PP Milíčovský les a rybníky. Co se týká invazních druhů, je nutné věnovat pozornost nyní již dosti rozšířené netýkavce malokvěté (Impatiens parviflora) a dále pak azole americké (Azolla filiculoides), která se hojně rozrostla v nedalekém Průhonickém parku. Dalším doporučením je pravidelné kosení luk, konkrétně dvakrát ročně a to tak, aby vždy část louky zůstala neposečena a mohla tak být útočištěm nejrůznějšího hmyzu. Domovem hmyzu, a to především brouků, se mohou stát také staré pařezy a proto se doporučuje je ponechávat v lese a to ve výšce alespoň 30 cm.
Velkým problémem, který hodnotí i Plán péče, je výstavba obytného komplexu Milíčovský háj. Tento komplex leží v bezprostřední blízkosti přírodní památky a je postaven na bývalých zamokřených loukách, odkud byla voda odváděna do rybníků a mokřadů ležící v přírodní památce. Voda ze zástavby je však kontaminovaná a musí být odváděna do kanalizace. Z tohoto důvodu hrozí přírodní památce další vysoušení a v případě prudkých dešťů by se mohla kontaminovaná voda dostávat na území Milíčovského lesa a do rybníků. To by mohlo být příčinou zániku současných populací ohrožených obojživelníků a ptáků.

## Další fotografie

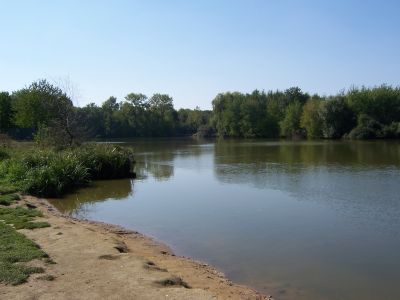
Milíčovský rybník
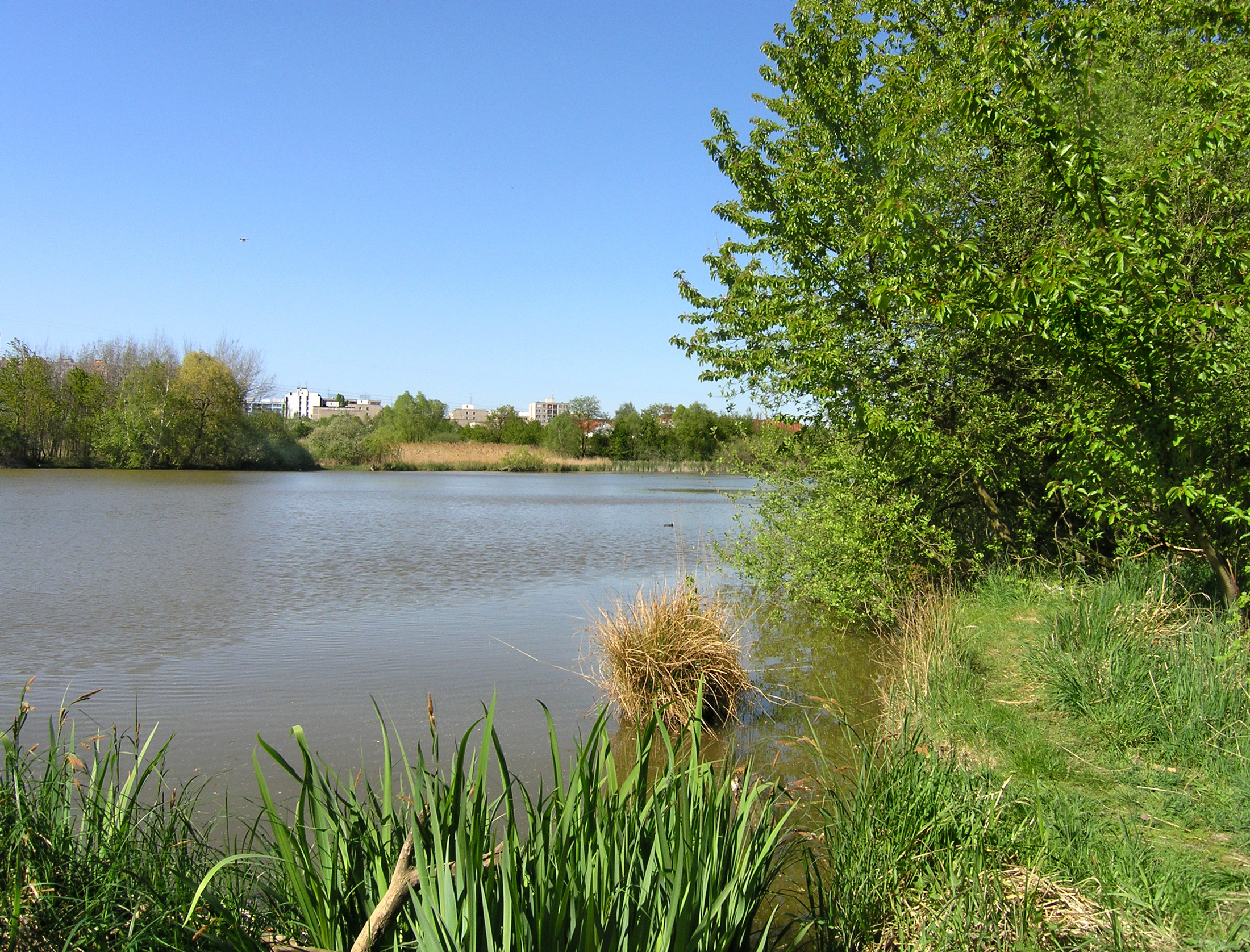
Milíčovský rybník
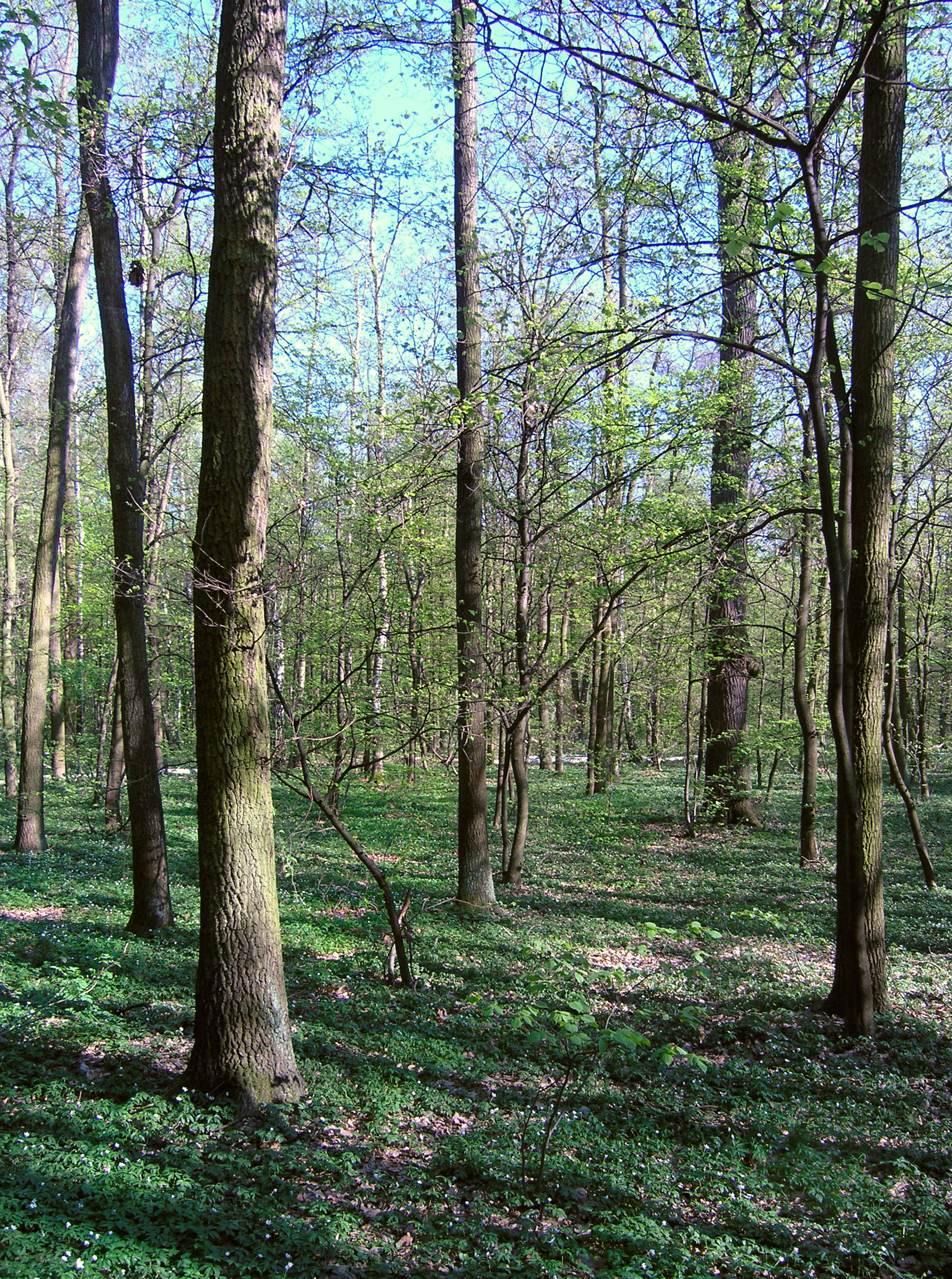
Doubrava v západní části lesa
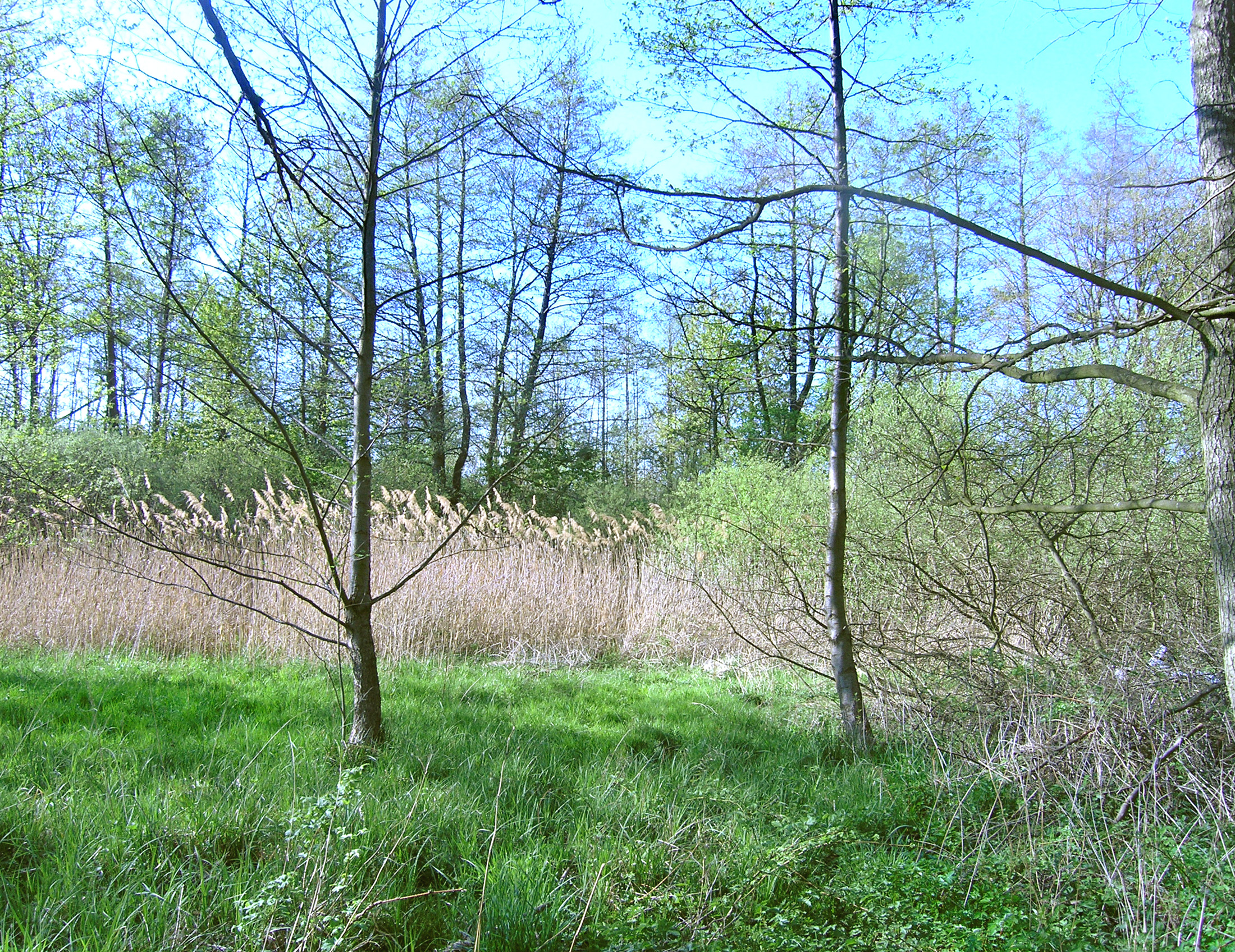
Olše nad jedním z potůčků napájejících Milíčovský rybník
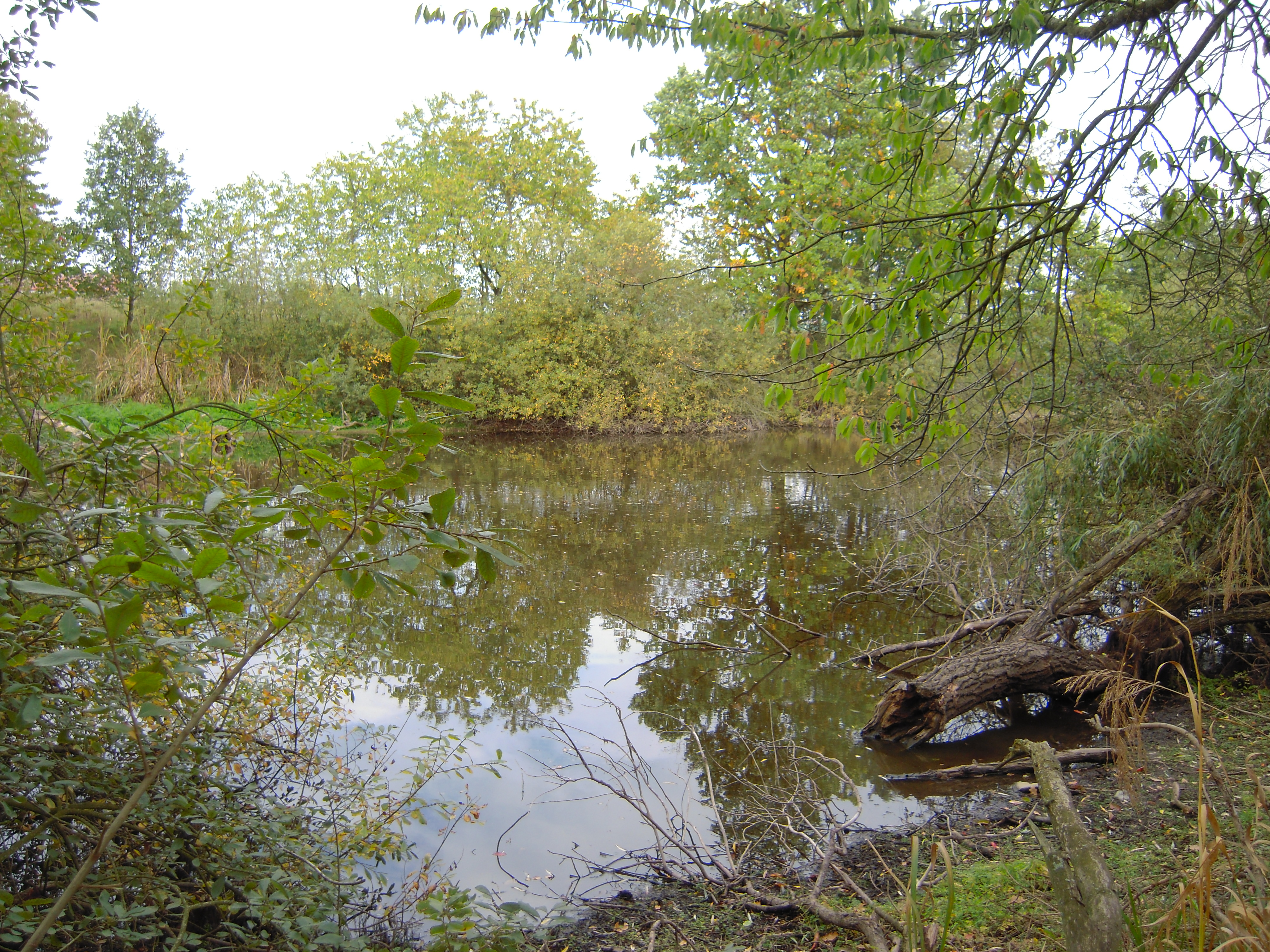
Rybník Kančík